# San Francisco Ballet

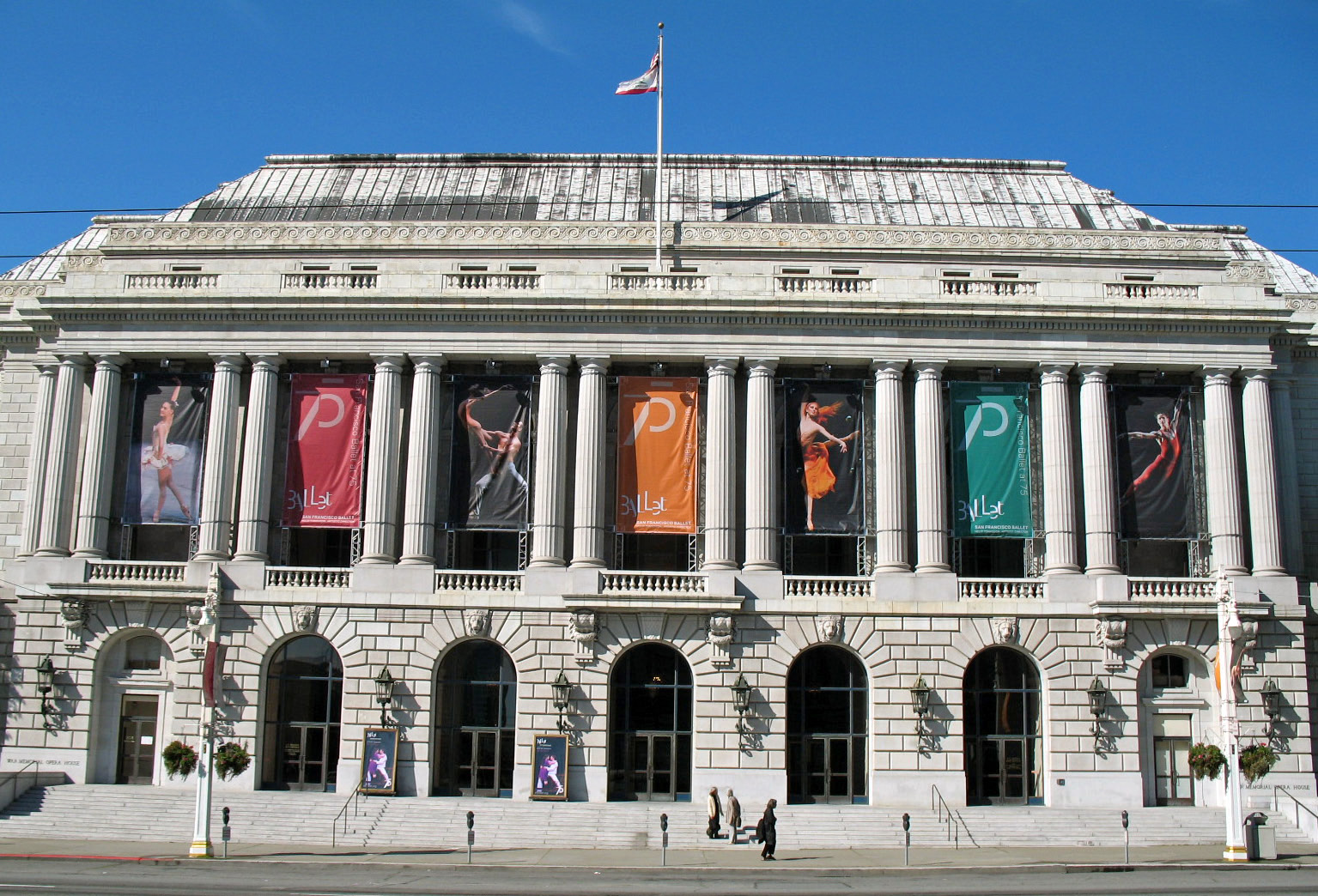
War Memorial Opera House (San Francisco)

Il San Francisco Ballet è una compagnia di balletto, fondata nel 1933 come San Francisco Opera Ballet sotto la guida del maestro di ballo Adolph Bolm. La compagnia si trova attualmente al War Memorial Opera House, a San Francisco, sotto la direzione di Helgi Tomasson. Il San Francisco Ballet è stata la prima compagnia di balletto professionale negli Stati Uniti. È tra le principali compagnie di danza del mondo, con oltre 100 spettacoli all'anno, con un repertorio che spazia dal balletto classico a quello contemporaneo. Insieme all'American Ballet Theatre e al New York City Ballet, il San Francisco Ballet è stato descritto come parte del "triumvirato delle grandi compagnie classiche che oggi definiscono lo stile americano sulla scena mondiale".

## Storia

### Fondatore: Fratelli Christensen
Willam Christensen, Harold Christensen e Lew Christensen costituirono il famoso trio di fratelli considerati da molti come quelli che fecero più di chiunque altro per portare il balletto negli Stati Uniti. Nati da una famiglia artistica e musicale, i tre fratelli studiarono danza popolare e balletto fin dai primi anni e continuarono ad andare in tour con il famoso circuito vaudeville dell'Orpheum nel negli anni 1920 e 1930, avvicinando molti americani al balletto per la prima volta con il loro numero "The Christ Brothers".
Mentre il vaudeville andava scomparendo dalla cultura popolare americana, Harold e Lew si unirono alla nuova compagnia di George Balanchine, l'American Ballet, nel 1935. Nel 1932, Willam formò una scuola di danza a Portland, nell'Oregon; nel 1937 fu assunto come principale solista maschile dal San Francisco Opera Ballet. Divenne il maestro di balletto e il coreografo della compagnia nel 1938. Con suo fratello Harold acquistò la compagnia dall'Opera nel 1942, ribattezzandola San Francisco Ballet. Nel 1951 Willam si ritirò come direttore del SF Ballet e si trasferì nello Utah, dove iniziò a insegnare danza classica nel primo dipartimento universitario di balletto dell'Università dello Utah. Con un gruppo di suoi studenti fondò lo Utah Civic Ballet (ora noto come Ballet West) nel 1963; la compagnia rimase sotto la direzione di Christensen fino al 1978.
Sotto la guida di Balanchine all'American Ballet, Lew Christensen divenne il primo danseur noble di origine americana. L'esercito degli Stati Uniti arruolò Christensen per combattere nella seconda guerra mondiale. Terminata la guerra, entrò a far parte della Ballet Society di Balanchine e Lincoln Kirstein (che presto sarebbe diventato il New York City Ballet), diventando infine maestro di balletto; lavorò in quell'incarico dal 1946 fino al 1950. Nel 1951 si unì al fratello Willam come co-direttore del San Francisco Ballet. Quando Willam si trasferì a Salt Lake City nello stesso anno, Lew prese il posto di direttore del SF Ballet; ricoprì la carica fino al 1976, quando Michael Smuin si unì a lui come condirettore. Lew Christensen è rimasto condirettore del SF Ballet fino al 1984, anno della sua morte.
Dopo aver lasciato il circuito del vaudeville nel 1935, Harold Christensen ballò con American Ballet, San Francisco Opera Ballet, Kirstein's Ballet Caravan e San Francisco Ballet fino al suo ritiro dal palcoscenico nel 1946. Nel 1940 il fratello Willam lo invitò a diventare direttore della San Francisco Ballet School e nel 1942 lui e Willam acquistarono il SF Ballet. Harold continuò a prestare servizio come direttore della scuola fino al suo ritiro nel 1975.

### 1938–1950
Nel 1938 la prima grande produzione della compagnia fu Coppélia, coreografata da Willam Christensen. Nel 1940, mise in scena Il lago dei cigni, la prima volta che il balletto fu prodotto nella sua interezza da una compagnia americana. La vigilia di Natale del 1944, la compagnia organizzò Lo schiaccianoci, la prima produzione completa del pezzo più popolare di Ciajkovskij mai ballato negli Stati Uniti.
Nel 1942 il San Francisco Opera Ballet si divise in due compagnie indipendenti, il balletto e l'opera. La metà del balletto fu venduta a Willam e Harold Christensen. Willam divenne direttore artistico, mentre Harold assunse il ruolo di direttore della San Francisco Ballet School. Anche la San Francisco Ballet Guild fu costituita come organizzazione di supporto per il San Francisco Ballet.

### 1951–1972
L'anno 1951 segnò un cambiamento significativo nell'amministrazione del San Francisco Ballet. Lew Christensen, premier danseur all'epoca, fece coppia con suo fratello Willam Christensen come co-regista. Poi, nel 1952, Lew Christensen prese il posto di direttore unico. Sotto la sua guida, San Francisco Ballet iniziò a viaggiare e ad affermarsi come un'importante compagnia di danza americana. Fino al 1956 il San Francisco Ballet era rimasto sulla costa occidentale, ma Christensen lo portò al Jacob's Pillow Dance Festival nel Massachusetts. Nel 1957 fu la prima compagnia di balletto americana a fare una tournée in Estremo Oriente, esibendosi in 11 nazioni asiatiche. Il giorno di capodanno del 1965 la ABC-TV trasmise in televisione una riduzione di un'ora della produzione de Lo schiaccianoci con il San Francisco Ballet di Lew Christensen.
Nel 1972 il War Memorial Opera House di San Francisco fu designato sede ufficiale del San Francisco Ballet.

### 1973–1985
Nel 1973 Michael Smuin divenne condirettóre artistico del San Francisco Ballet con Lew Christensen; Smuin aveva ballato con la compagnia dal 1953 al 1961. Sotto la sua direzione il profilo nazionale ed internazionale del SF Ballet migliorò notevolmente dall'ampio successo di produzioni come il Romeo e Giulietta del 1977, trasmesso dalla serie della PBS Great Performances: Dance in America nel 1978. Questo spettacolo televisivo contrassegnò la prima volta che una serie di balletti della West Coast e un balletto a lunghezza intera furono mostrati nella serie TV della PBS. La PBS trasmise in televisione altre tre produzioni del SF Ballet di Smuin e le sue produzioni di The Tempest e A Song for Dead Warriors vinsero gli Emmy Awards. Smuin guidò l'azienda fino al 1985.

### 1985–presente
L'arrivo di Helgi Tomasson nel 1985 come direttore artistico segnò l'inizio di una nuova era per il San Francisco Ballet. Sotto la direzione di Tomasson, il San Francisco Ballet fu riconosciuto come una delle compagnie di balletto più innovative al mondo grazie alle sue precoci e frequenti commissioni di nuovi lavori da aspiranti coreografi di tutto il mondo, all'ampiezza del suo repertorio, che abbracciava il balletto neoclassico ed il balletto contemporaneo e la varietà dei membri della compagnia. Il Financial Times osservò nel 2012: "Tomasson ... ha contribuito a mandare in frantumi la distinzione tra le migliori compagnie statunitensi e le cosiddette compagnie regionali".
Nell'arco di oltre 25 anni Tomasson ha messo in scena acclamate produzioni di classici come Il lago dei cigni (1988, 2009); La bella addormentata (1990); Romeo e Giulietta (1994); Giselle (1999); Don Chisciotte, co-sceneggiato con l'ex ballerino principale e attuale coreografo in residenza Yuri Possokhov (2003); e Lo schiaccianoci (2004). Lo schiaccianoci di Tomasson, ambientato a San Francisco durante l'Esposizione Internazionale del Pacifico del 1915, è famoso per essere assolutamente l'unico Schiaccianoci di San Francisco. Presenta scenografie (tra cui "uno sfondo delle case vittoriane di San Francisco conosciute come donne dipinte") e costumi creati rispettivamente da Michael Yeargan e Martin Pakledinaz, entrambi designer ripetutamente vincitori del Tony Award. Dopo la prima il New York Times definì lo Schiaccianoci di Tomasson "sorprendente, elegante e bello".
Oggi, il San Francisco Ballet presenta circa 100 spettacoli ogni anno. Il repertorio variegato della compagnia comprende opere di Sir Frederick Ashton, George Balanchine, David Bintley, August Bournonville, Val Caniparoli, Lew Christensen, Nacho Duato, Jorma Elo, William Forsythe, James Kudelka, Jirí Kylián, Serge Lifar, Lar Lubovitch, Wayne McGregor, Agnes de Mille, Sir Kenneth MacMillan, Hans van Manen, Peter Martins, Mark Morris, Rudolf Nureyev, Marius Petipa, Roland Petit, Yuri Possokhov, Alexei Ratmansky, Jerome Robbins, Liam Scarlett, Paul Taylor, Helgi Tomasson, Antony Tudor e Christopher Wheeldon.
Nel 2010 il gala di apertura del Balletto, Silver Celebration, ha onorato i 25 anni di Tomasson come direttore artistico.
Il Gala Opening dell'80ª stagione del San Francisco Ballet comprendeva Tarantella pas de deux, L'Arlesienne solo, Flower Festival at Genzano pas de deux, In the Passerine's Clutch, Solo il secondo atto di Raymonda, Trio secondo movimento, Don Quixote grand pas de deux, Onegin Atto 1 pas de deux, Stars and Stripes pas de deux, After the Rain pas de deux ed estratti da Suite en Blanc.
La stagione 2013 del San Francisco Ballet comprendeva Trio, Ghost e Borderlands poi Suite en blanc, In the night, Nijinsky, La sagra della primavera, Onegin, Raymonda Atto III e Cinderella.
La stagione 2014 comprendeva Giselle, A Midsummer Night's Dream, Tears, Borderlands, From Foreign Lands, L'uccello di fuoco, Ghosts, The Kingdom of the Shades from La Bayadère, Cinderella, Shostakovich Trilogy, Caprice, Maelstrom, La sagra della primavera, Hummingbird, The Fifth Season, Suite en Blanc, Agon, Brahms-Schoenberg Quartet e Glass Pieces.
La stagione 2015 comprendeva Serenade, RAkU, Lambarena, Giselle, The Vertiginous Thrill of Exactitude, Variations for Two Couples, Manifesto, The Kingdom of the Shades da La Bayadère, Atto II, Dances at a Gathering, Hummingbird, Don Quixote, Shostakovich Trilogy, Caprice, Swimmer e Romeo & Juliet.
La stagione 2017 comprendeva "Haffner Symphony," "Fragile Vessels," "In the Countenance of Kings," "Seven Sonatas," "Optimistic Tragedy," "Pas/Parts 2016," "Frankenstein," "Stravinsky Violin Concerto," "Prodigal Son," "Diamonds," "Fusion," "Salome," "Fearful Symmetries," "Il lago dei cigni," "Trio," "Ghost in the Machine," "Within the Golden Hour" e "Cinderella."

## Programmazione
Il San Francisco Ballet esegue un repertorio da gennaio a maggio al War Memorial Opera House di San Francisco. Inoltre, la compagnia si esibisce a luglio allo Stern Grove Festival di San Francisco, tournée a livello nazionale in estate e in autunno e presenta lo Schiaccianoci a dicembre al War Memorial Opera House.

### Festival e tournée
Nel 1991 il San Francisco Ballet si esibì a New York per la prima volta in 26 anni, ritornando nel 1993, 1995, 1998, 2002, 2006, 2008 e 2013. Dopo il tour iniziale, The New York Times proclamò: "Mr. Tomasson ha compiuto l'inedito: ha trasformato una cosiddetta compagnia regionale in una di classe nazionale e lo ha fatto affinando i ballerini in uno stile classico di sorprendente verve e purezza. Il San Francisco Ballet sotto la guida di Helgi Tomasson è uno delle spettacolari storie di successo delle arti in America."
Nel maggio 1995 il San Francisco Ballet ha ospitato 12 compagnie di balletto provenienti da tutto il mondo per UNited We Dance: An International Festival. Il festival ha commemorato il 50º anniversario della firma della Carta delle Nazioni Unite, che si è svolta presso il San Francisco War Memorial and Performing Arts Center.
Nell'autunno 2008, come parte della celebrazione del 75º anniversario della compagnia, il San Francisco Ballet ha intrapreso un tour americano di quattro città acclamato dalla critica con impegni al Chicago's Harris Theater for Music and Dance, New York City Center, Segerstrom Centre for the Arts della California meridionale e il John F. Kennedy Center for the Performing Arts di Washington, DC L'anno è culminato in un New Works Festival delle anteprime mondiali di 10 dei più famosi coreografi del mondo della danza: Julia Adam, Val Caniparoli, Jorma Elo, Margaret Jenkins, James Kudelka , Mark Morris, Yuri Possokhov, Paul Taylor, Stanton Welch e Christopher Wheeldon. Altre iniziative per l'anniversario hanno incluso un libro commemorativo, il San Francisco Ballet at Seventy-Five e la trasmissione dello Schiaccianoci di Tomasson nel dicembre 2008 nella serie Great Performances: Dance in America sulla PBS, prodotta in collaborazione con la KQED Public Television di San Francisco.
Il San Francisco Ballet si è esibito anche in frequenti tournée all'estero, inclusi impegni in luoghi prestigiosi come la famosa Opéra de Paris-Palais Garnier a Parigi (1994, 2001), Il Sadler's Wells Theatre di Londra (1999, 2004, 2012) e la Royal Opera House del Covent Garden (2002), Il Megaron Theatre di Atene (2002) e l'Anfiteatro di Erode Attico (2004), i Giardini di Tivoli a Copenaghen (1998, 2010) e l'Edinburgh International Festival all'Edinburgh Playhouse (1997, 2003). Nell'autunno 2009 il San Francisco Ballet ha fatto il suo primo viaggio nella Repubblica popolare cinese, con esibizioni a Shanghai e Pechino.
Nel 2012 il San Francisco Ballet ha intrapreso la tournée più lunga nella storia della compagnia, con impegni a Londra e Washington, DC, nonché visite per la prima volta ad Amburgo, in Germania, Mosca e Sun Valley, Idaho.

## Progetti televisivi e altri media
Nel 1978 la produzione di Romeo e Giulietta di Michael Smuin del San Francisco Ballet divenne la prima produzione di una compagnia di danza della West Coast e il primo balletto integrale che andò in onda dalla serie televisiva PBS Great Performances: Dance in America. Sotto la direzione di Smuin la produzione del balletto del 1981 di The Tempest diventò il primo balletto ad essere trasmesso in diretta (sulla PBS) dal War Memorial Opera House. Tre anni dopo la trasmissione PBS del 1984 della esecuzione della compagnia di A Song for Dead Warriors fece vincere a Smuin un Emmy Award.
Il proficuo rapporto tra la PBS e il SF Ballet continua fino ai giorni nostri, con le trasmissioni regolari della produzione di Schiaccianoci del 2007, coreografata da Helgi Tomasson. Sempre nel 2007 la compagnia ebbe la sua prima proiezione nelle sale cinematografiche dello Schiaccianoci, proiettato in sale limitate in Canada, Australia e Stati Uniti. Nel 2011, il distributore teatrale IndieNetFilms organizzò ulteriori proiezioni in tutti gli Stati Uniti e in Canada.
Nel dicembre del 2011 la première statunitense di The Little Mermaid di John Neumeier, eseguita dal San Francisco Ballet fu trasmessa a livello nazionale su Great Performances: Dance in America e anche a livello internazionale. Gli spettacoli in DVD dello Schiaccianoci e The Little Mermaid sono stati distribuiti rispettivamente nel 2008 e nel 2011. Nel 2010 e nel 2012 sono state pubblicate registrazioni CD della colonna sonora completa dello Schiaccianoci e RAkU di Shinji Eshima.

## Riconoscimenti e premi
La compagnia ha raccolto numerosi riconoscimenti e premi. Nel 2005 il San Francisco Ballet vinse il suo primo Laurence Olivier Awards, nella categoria Outstanding Achievement in Dance, per la stagione autunnale del 2004 al Teatro Sadler's Wells. Di questo impegno, The Sunday Times di Londra proclamò: "L'eccezionale direzione artistica di Helgi Tomasson ... ha trasformato una compagnia regionale americana in una delle migliori compagnie di balletto del mondo". Nel 2006 in un sondaggio tra i lettori condotto dalla rivista Dance Europe, il San Francisco Ballet fu la prima compagnia non europea ad essere votata "Compagnia dell'Anno". Nel 2008 il San Francisco Ballet ricevette il Jerome Robbins Award per l'eccellenza nella danza.
Nel 2012 Helgi Tomasson fu nominato destinatario del Dance/USA Honor, riconoscendo il contributo delle persone alla danza in America e il ruolo che svolgono nella comunità nazionale di danza. Più recentemente il San Francisco Ballet è stato nominato nella categoria Outstanding Company dal National Dance Awards 2014, con sede nel Regno Unito.

## La Compagnia
La compagnia del San Francisco Ballet, a partire da settembre 2017:

## Scuola ufficiale
La Francisco Ballet School, scuola ufficiale del San Francisco Ballet, è la più antica scuola di balletto d'America. Il programma comprende lezioni di tecnica, en pointe, pas de deux, tecnica maschile, danza contemporanea, Floor-Barre/condizionamento e danza di carattere. Studenti maschi e femmine sono collocati in divisioni in base all'età, all'esperienza e alle capacità. Più del 50% degli attuali ballerini del San Francisco Ballet ha ricevuto un certo addestramento alla San Francisco Ballet School.

### Storia e direttori
La scuola fu fondata nel 1933 come parte della Scuola di opera e di balletto del San Francisco quando Gaetano Merola, il fondatore della San Francisco Opera, percepì la necessità di un'istituzione in cui i ballerini potessero essere addestrati per esibirsi in produzioni operistiche. La scuola fu diretta dal direttore di balletto Adolph Bolm dal 1933 al 1938. Willam Christensen divenne direttore dal 1938 al 1940, seguito dal fratello Harold Christensen dal 1942 al 1975. Richard L. Cammack diresse la scuola dal 1975 al 1985; nel 1983 supervisionò il passaggio alle strutture all'avanguardia di Franklin Street. Nel 1985 il nuovo direttore artistico del SF Ballet Helgi Tomasson nominò Nancy Johnson come capo della scuola. Lola de Avila si unì come direttore associato dal 1993 al 1999, seguita da Gloria Govrin nel 1999. Nel 2006 la de Avila tornò a prestare servizio come direttore associato fino al 2012, quando Patrick Armand assunse il mandato.

### Programmi della scuola
L'ammissione alla scuola è solo a mezzo audizione. Gli studenti possono presentare domanda di aiuto finanziario e borse di studio basate sul merito. Gli studenti avanzati possono essere invitati a iscriversi al Programma per tirocinanti SFBS, un programma pre-professionale della durata di uno o due anni creato nel 2004.
Fino a 150 studenti vengono scelti per l'audizione per ballare nella produzione annuale dello Schiaccianoci del SF Ballet. Gli studenti più avanzati possono anche ballare con il SF Ballet nella stagione del repertorio.
La scuola gestisce anche un programma pre-balletto per bambini dai 4 ai 7 anni; dopo aver completato il programma, gli studenti maggiorenni che desiderano continuare lo studio devono fare un'audizione per continuare a scuola.

### Facoltà
La facoltà della San Francisco Ballet School è nota da tempo per la sua eccellenza e diversità di fondo. A partire da gennaio 2017 è guidata dal direttore artistico Helgi Tomasson e dal direttore associato Patrick Armand. L'illustre facoltà comprende Patrick Armand, Kristi DeCaminada, Karen Gabay, Yuko Katsumi, Tina LeBlanc, Jeffrey Lyons, Rubén Martín Cintas, Ilona McHugh, Pascal Molat, Wendy Van Dyck (Assistente al programma per apprendisti), Jaime Diaz (Potenziamento), Brian Fisher (Contemporanea), Dana Genshaft (danza contemporanea e condizionamento), Henry Berg (condizionamento), Leonid Shagalov (danza di carattere), Jamie Narushchen (musica) e Daniel Sullivan (musica). La facoltà ospite per il 2017 include Sofiane Sylve (Ballerina principale ospite).

## Orchestra del San Francisco Ballet
Fondata nel 1975 per servire come orchestra permanente ufficiale del San Francisco Ballet, la San Francisco Ballet Orchestra (SFBO) detiene la rara posizione di essere una delle tre principali orchestre in una singola città. L'orchestra ha debuttato alla fine del 1975 con Lo schiaccianoci e da allora ha soddisfatto sia il pubblico che la critica, diventando nota negli anni '90 come una delle migliori orchestre di balletto del mondo.
La SFBO è stata in tournée con la compagnia itinerante del SF Ballet dal 1978 al 1984. Ha accompagnato molte prestigiose compagnie internazionali di balletto che hanno visitato la San Francisco Bay Area, tra cui The Royal Ballet, Balletto Reale Danese, Balletto di Stoccarda, Balletto di Amburgo, Balletto Bol'šoj, Paul Taylor Dance Company, American Ballet Theatre e Paris Opéra Ballet. Nel 1995, l'orchestra ha assunto il notevole compito di accompagnare 13 compagnie di danza internazionali nello spazio di una settimana nel Festival UNited We Dance.
L'orchestra di 49 membri accompagna il SF Ballet durante le sue stagioni di repertorio invernale e primaverile. Si esibisce anche separatamente dalla compagnia; ha debuttato esclusivamente come orchestra nel 1979 presso l'Herbst Theatre del War Memorial Veterans Building di San Francisco, suonando un programma che includeva opere di Haydn, Ives e Vivaldi.

### Personale dell'orchestra e musicisti
La SFBO è composta da 49 membri e diretta da Martin West, direttore musicale e direttore d'orchestra. A partire da ottobre 2013, i musicisti e il personale comprendono:
| Violino I                                      |                                              |
| Janice McIntosh, Primo violino associato       | Robin Hansen                                 |
| Beni Shinohara, Assistente del primo violino   | Brian Lee                                    |
| Heidi Wilcox                                   | Mariya Borozina                              |
| Mia Kim                                        |                                              |
|                                                |                                              |
| Violino II                                     |                                              |
| Marianne Wagner, Principale                    | Patricia Van Winkle                          |
| Craig Reiss, Associato del principale          | Clifton Foster                               |
| Jeanelle Meyer, Assistente del principale      | Elbert Tsai                                  |
|                                                |                                              |
| Viola                                          |                                              |
| Anna Kruger, Acting Principal                  | Elizabeth Prior                              |
| Joy Fellows, Acting Associato del principale   | Paul Ehrlich                                 |
| Caroline Lee, Acting Assistente del principale |                                              |
|                                                |                                              |
| Violoncello                                    |                                              |
| Eric Sung, Principale                          | Thalia Moore                                 |
| Jonah Kim, Associato del principale            | Nora Pirquet                                 |
| Victor Fierro, Assistente del principale       |                                              |
|                                                |                                              |
| Contrabasso                                    |                                              |
| Steven D'Amico, Principale                     | Jonathan Lancelle, Assistente del principale |
| Shinji Eshima, Associato del principale        | Mark Drury                                   |
|                                                |                                              |
| Flauto                                         |                                              |
| Barbara Chaffe, Principale                     | Julie McKenzie, 2° & Ottavino                |
|                                                |                                              |
| Oboe                                           |                                              |
| Laura Griffiths, Principale                    | Marilyn Coyne, 2nd & English Horn            |
|                                                |                                              |
| Clarinetto                                     |                                              |
| Natalie Parker, Principale                     | James Dukey, 2° & Clarinetto basso           |
|                                                |                                              |
| Fagotto                                        |                                              |
| Rufus Olivier, Principale                      | Patrick Johnson-Whitty, 2° & Controfagotto   |
|                                                |                                              |
| Corno                                          |                                              |
| Kevin Rivard, Principale                       | Keith Green                                  |
| Brian McCarty, Associato del principale        | Bill Klingelhoffer                           |
|                                                |                                              |
| Tromba/Cornetta                                |                                              |
| Adam Luftman, Principale                       | Ralph Wagner                                 |
|                                                |                                              |
| Trombone                                       |                                              |
| Jeffrey Budin, Principale                      | Hall Goff                                    |
|                                                |                                              |
| Trombone basso                                 |                                              |
| Scott Thornton, Principale                     |                                              |
|                                                |                                              |
| Tuba                                           |                                              |
| Peter Wahrhaftig, Principale                   |                                              |
|                                                |                                              |
| Timpani                                        |                                              |
| James Gott, Principale                         |                                              |
|                                                |                                              |
| Percussioni                                    |                                              |
| David Rosenthal, Principale                    |                                              |
|                                                |                                              |
| Arpa                                           |                                              |
| Annabelle Taubl, Principale                    |                                              |
|                                                |                                              |
| Primi violini ospiti per il 2015               |                                              |
| Michael Ludwig                                 | Nana Greenholtz                              |
| Matthieu Arama                                 | Laurence Jackson                             |
| Lydia Hong                                     | Cordula Merks                                |

### Direttori musicali dell'orchestra del San Francisco Ballet
L'orchestra è stata diretta da Denis de Coteau dal 1975 fino al 1998, quando la lotta di de Coteau con il cancro terminale lo costrinse a lasciare la posizione. Emil de Cou, che era stato direttore d'orchestra dal 1995, ha poi assunto il ruolo di direttore musicale, dirigendo l'Orchestra fino al 2001, quando si è dimesso per entrare nella National Symphony Orchestra di Washington D.C. Fu sostituito dal primo direttore associato Jean-Louis LeRoux, che lasciò la posizione provvisoria nel 2003 e gli succedette Andrew Mogrelia. Nel 2005, Mogrelia se ne andò per concentrarsi sui suoi doveri come direttore musicale al San Francisco Conservatory of Music. Nello stesso anno, Martin West, spesso direttore ospite dell'Orchestra, assunse la posizione di direttore musicale.

### Registrazioni dell'orchestra del San Francisco Ballet
Il repertorio dell'orchestra comprende centinaia di opere che coprono quattro secoli di storia musicale, molte delle quali sono state registrate e pubblicate con grande successo di critica, tra queste opere di Beethoven, Bizet e Delibes. Quattro delle registrazioni dell'orchestra sono state trasmesse su Great Performances: Dance in America della PBS.
Le registrazioni comprendono:
- Othello-Suite dal balletto di Eliot Goldenthal (Varese Records)
- Tchaikovsky: Lo schiaccianoci (O'Brien Enterprises), 1988
- Schoenberg, Spohr, Elgar, Handel: Lavori per quartetto d'archi & orchestra (Arabesque Records)
- Claude Debussy: Riscoperto, Premiere Orchestral Recordings (Arabesque Records)
- RAkU (San Francisco Ballet Records)
- The Tempest-balletto completo di Paul Chihara: la SF Ballet Orchestra ha registrato questo con il nome di "Performing Arts Orchestra" nel 1981 (Reference Recordings)
- Schiaccianoci op. 71 (Koch Int'l Classics)
- Capolavori russi per violoncello e orchestra (Concerto per violoncello di Shostakovich, Rococo Variations di Tchaikovsky, ecc., Zuill Bailey, Violoncello) (Telarc)
- Delibes- Coppélia/Sylvia, Suite estese dai balletti (Reference Recordings)
- Weber-Clarinet Concerti n. 1 e 2 (Alexander Fiterstein, Clarinetto), (Bridge Records)
- Beethoven - Triplo Concerto in do maggiore, Opus 56, Trio per pianoforte in mi bemolle maggiore op. 1 n. 1 (Claremont Piano Trio), (Bridge Records)
- Bizet-Sinfonia in do maggiore; Jeux D'Enfants; Variazioni cromatiche (Reference Recordings)
- Yeston-Tom Sawyer-Un balletto in tre atti (PS Classics)
- Karpman - Ask Your Mama - ambientazione musicale di Ask Your Mama: Twelve Moods for Jazz di Langston Hughes (Avie Records)
- Winger - Conversazioni con Nijinsky, Ghosts, A Parting Grace (VBI Classic Recording)

## Gruppi di volontari
Il San Francisco Ballet ha una grande rete di volontari che danno una mano nel continuo successo della Compagnia e della scuola di San Francisco.
Più di 200 volontari della Ballet Resource and Volunteer Organization (BRAVO) donano ogni anno oltre 10.000 ore di volontariato, assistendo i compiti d'ufficio, il lavoro al dettaglio e il Centro per l'educazione di danza del balletto, oltre ad aiutare lo staff del SF Ballet con ricevimenti, raccolte di fondi, la Spring Student Showcase e altri eventi speciali.
Il San Francisco Ballet Auxiliary è un gruppo di 100 donne dedicate che si offrono volontariamente per raccogliere oltre 1 milione di dollari di contributi netti ogni anno. Oltre alla raccolta fondi individuale, il gruppo produce tre produzioni annuali: la serata di gala di apertura, la sfilata di moda e la Student Showcase, con proventi a beneficio del balletto e della San Francisco Ballet School.
L'Allegro Circle di San Francisco Ballet è un gruppo di professionisti che condividono la passione per la danza e contribuiscono con le proprie risorse personali, professionali e filantropiche allo sviluppo di una nuova e diversificata generazione di abbonati e mecenati.
Il gruppo ENCORE! del San Francisco Ballet offre ai giovani professionisti locali l'accesso a una serie di eventi sociali ed educativi con una prospettiva dietro le quinte. Il personale di questi eventi presenta i suoi oltre 200 membri con una vasta gamma di opportunità di volontariato.

### Libri
- Richard E. LeBlond, Jr. e Meg Madden, From Chaos to Fragility: My Years at the San Francisco Ballet Association, Dubuque, IA, Kendall/Hunt Publishing Company, 1988, ISBN 0-8403-5013-9.
- Debra Hickenlooper Sowell, The Christensen Brothers: An American Dance Epic, Amsterdam, Harwood Academic Publishers, 1998, ISBN 90-5755-028-8.
- Speck, Scott and Evelyn Cisneros, Ballet for Dummies, Hoboken, N.J., John Wiley & Sons, 2003, ISBN 978-0-7645-2568-1.
- Cobbett Steinberg, San Francisco Ballet: The First Fifty Years, San Francisco, CA, Chronicle Books, 1983, ISBN 978-0-87701-296-2.
- Ross, Janet, Brigitte Lefevre, and Allan Ulrich, San Francisco Ballet at Seventy-Five, San Francisco, CA, Chronicle Books, 2007, ISBN 978-0-8118-5698-0.

### Articoli
- John Martin, The Dance: Chiefly out of Town; California, Utah, and New England Points Steal the Spotlight, in The New York Times, 6 luglio 1947,  p. 8 X.
- Allen Hughes, The San Francisco Ballet Grows Rapidly, in The New York Times, 5 maggio 1963,  p. 4 X.